# Pajala (comune)
Pajala è un comune svedese di 6 314 abitanti, situato nella contea di Norrbotten, al confine con la Finlandia. Il suo capoluogo è la cittadina omonima.
Nel 1884 Tärendö si separò dal comune di Pajala, per crearne uno a sé stante. Nel 1914 il comune di Pajala venne nuovamente diviso, quando Junosuando si staccò. Furono poi riaccorpati nel 1971 e si aggiunse anche la località di Korpilombolo.

## Storia
Grazie alla posizione geografica, il comune di Pajala è sempre stato un naturale punto di commercio per le popolazioni svedesi, finlandesi e i nativi Sami. L'annuale mercato di Pajala nasce fin dal XVIII secolo.

## Geografia fisica
Il comune si estende per 8124,98 km² ed è uno dei più grandi della Svezia.

## Geografia antropica
Ci sono quattro località (aree urbane) nel comune di Pajala.
| # | Località     | Popolazione |
| - | ------------ | ----------- |
| 1 | Pajala       | 1 985       |
| 2 | Korpilombolo | 548         |
| 3 | Junosuando   | 345         |
| 4 | Kangos       | 278         |

In grassetto la sede municipale

## Amministrazione

### Gemellaggi
Il comune di Pajala è gemellata con tre città:
- Målselv, Norvegia
- Kolari, Finlandia
- Olenegorsk, Russia